# Robert Henri

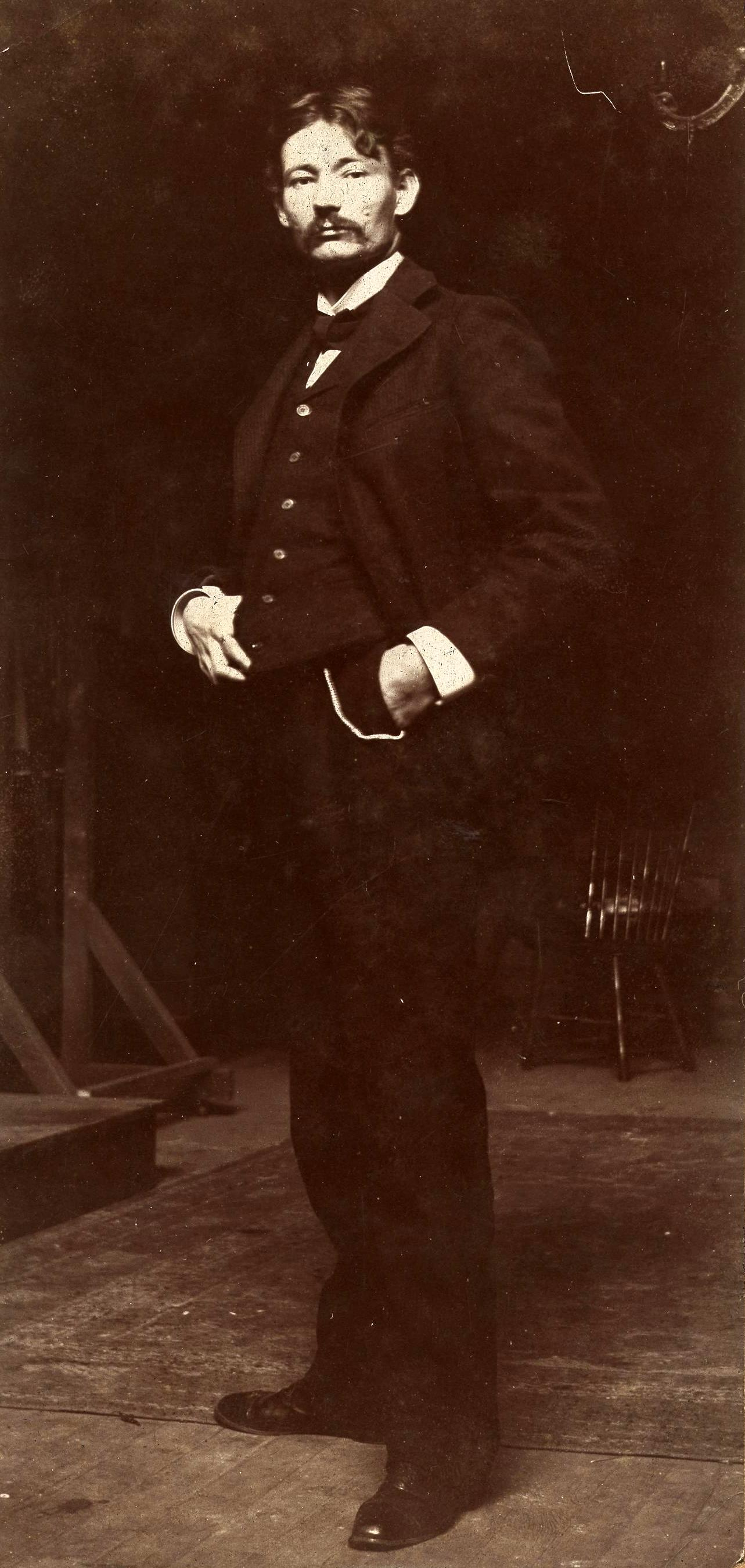
Robert Henri, 1897

Robert Henri, eigenlijk Robert Henry Cozad (Cincinnati, 24 juni 1865 – New York, 12 augustus 1929) was een Amerikaans kunstschilder. Aanvankelijk werd hij beïnvloed door het impressionisme, later schakelde hij over op een meer realistische werkwijze, waarbij hij typisch Amerikaanse thema's koos.

## Leven en werk
Henri werd geboren als zoon van een onroerendgoedmakelaar. Zijn vader stichtte in 1871 het stadje Cozzadale in Ohio en in 1873 Cozad in Nebraska. In 1883 verhuisde het gezin naar New York en vervolgens naar Atlantic City. In 1886 studeerde Henri aan de Pennsylvania Academy of the Fine Arts. In 1888 ging hij naar Parijs en studeerde aan de Académie Julian en later aan de Académie des Beaux-Arts. Hij maakte er kennis met de moderne kunstopvattingen van het impressionisme en aanverwante stromingen, die hem sterk inspireerden.
In 1891 keerde Henri terug naar Philadelphia. Samen met John French Sloan, William Glackens, George Benjamin Luks en Everett Shinn richtte hij er in 1893 de Charcoal Club op. De leden bediscussieerden moderne kunstopvattingen, bepleitten een nieuwe Amerikaanse schilderkunst en organiseerden ook zelf lessen voor jonge, plaatselijke kunstenaars. In 1894 viel de club echter al uiteen.
Vanaf 1895 richtte Henri zich steeds meer op een realistische werkwijze. In 1897 was hij medeoprichter van de Ashcan School, samen met opnieuw Sloan, Glackens en Luks, alsook Arthur B. Davies, Maurice Prendergast en later William Gropper. De groep, ook wel The Eight genoemd, rebelleerde vooral tegen de academische kunst en richtte zich op de 'vulgariteit van het grauwe leven van alledag'. Vaak schilderde hij stadsgezichten. In 1913 hield de Ashcan-groep een spraakmakende gezamenlijke tentoonstelling in New York.
Vanaf 1902 doceerde Henri aan de New York School of Art en richtte hij zich meer op portretschilderen. In 1912 begon hij een eigen school. Van 1915 tot 1927 doceerde hij ook nog aan de Art Students League of New York, waar hij bekendstond als een bijzonder begaafd leraar. Tot zijn leerlingen behoorden bekende kunstenaars als Stuart Davis en Edward Hopper. Grote invloed had hij op Norman Raeben en op de moderne Amerikaanse kunst in het algemeen.
In de zomers van 1907, 1910 en 1914 bezocht Henri Nederland, waarbij hij de werken van Frans Hals bestudeerde in het Haarlemse Frans Hals Museum, diverse kinderportretten maakte en onder andere ook schilderde te Volendam.

## Galerij

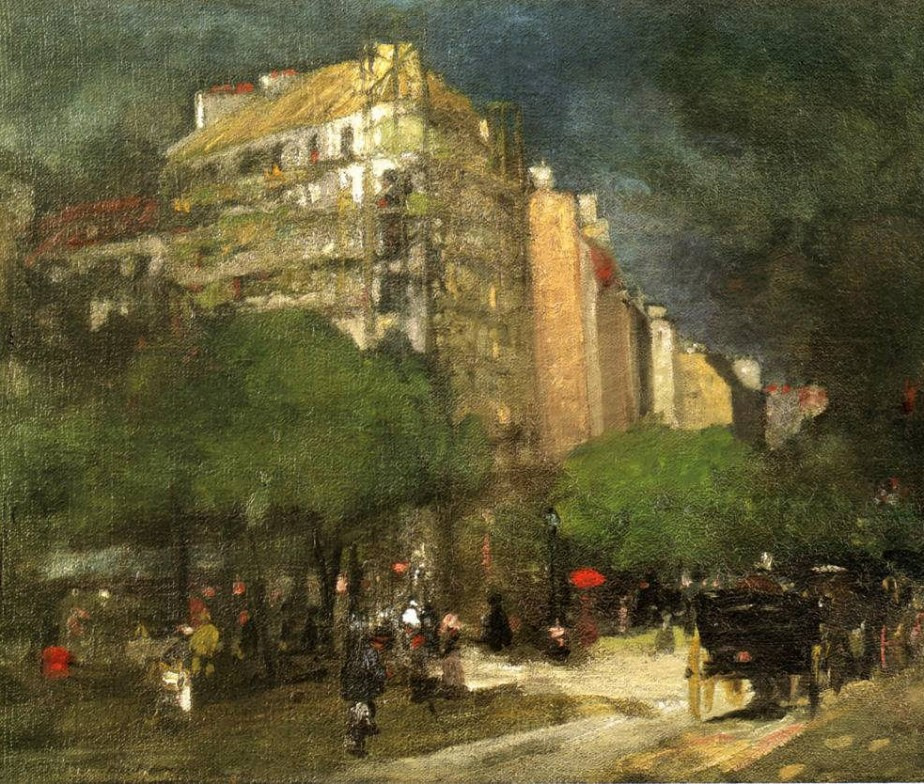
Cafe du Dome on the Boulevard Montparnasse, ca. 1890
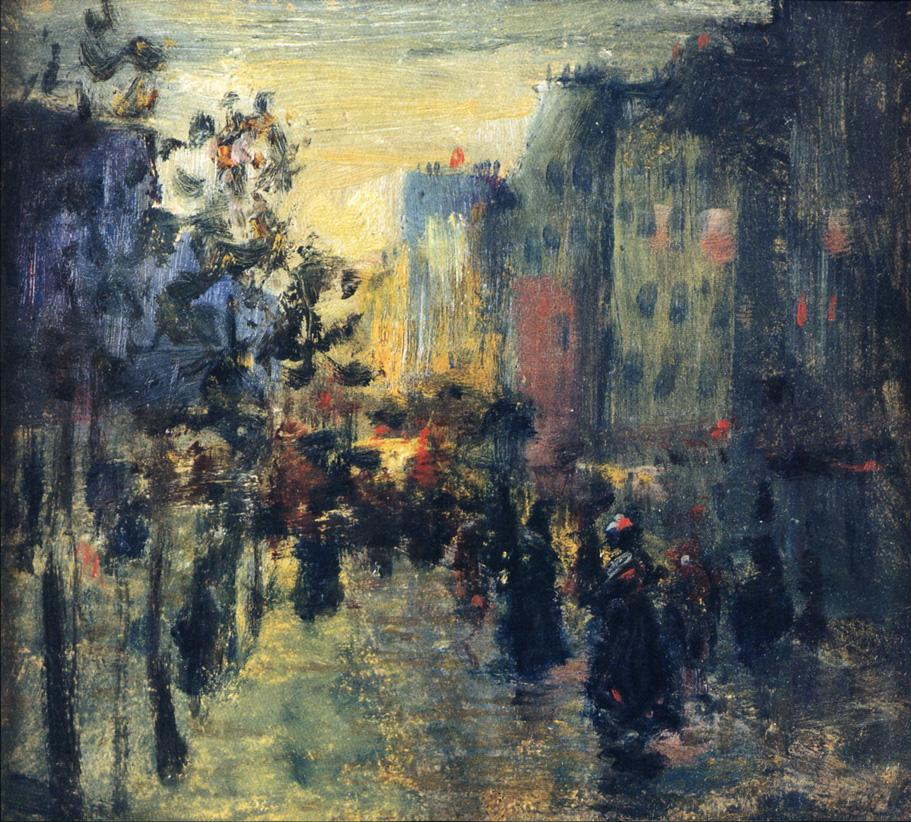
Misty effect, Paris, ca. 1890
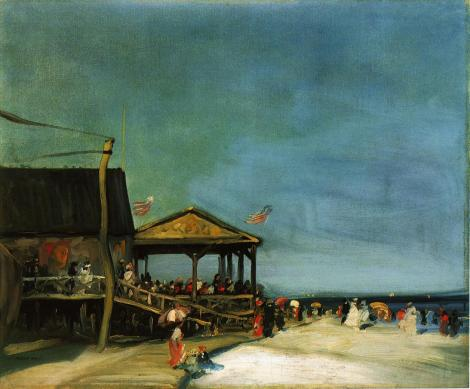
At Far Rockaway, New York, ca. 1900
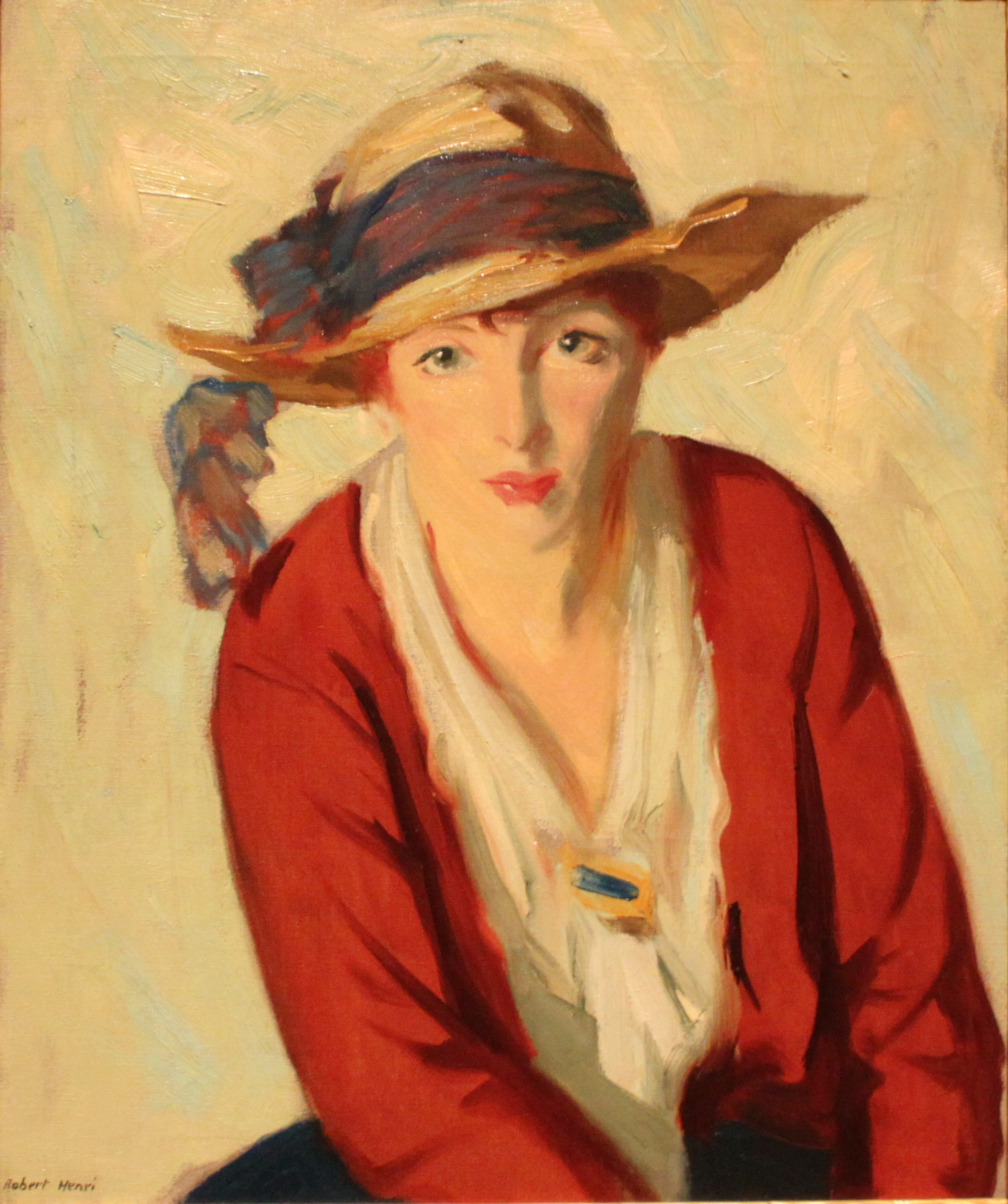
The Beach Hat, 1914, Detroit Institute of Arts
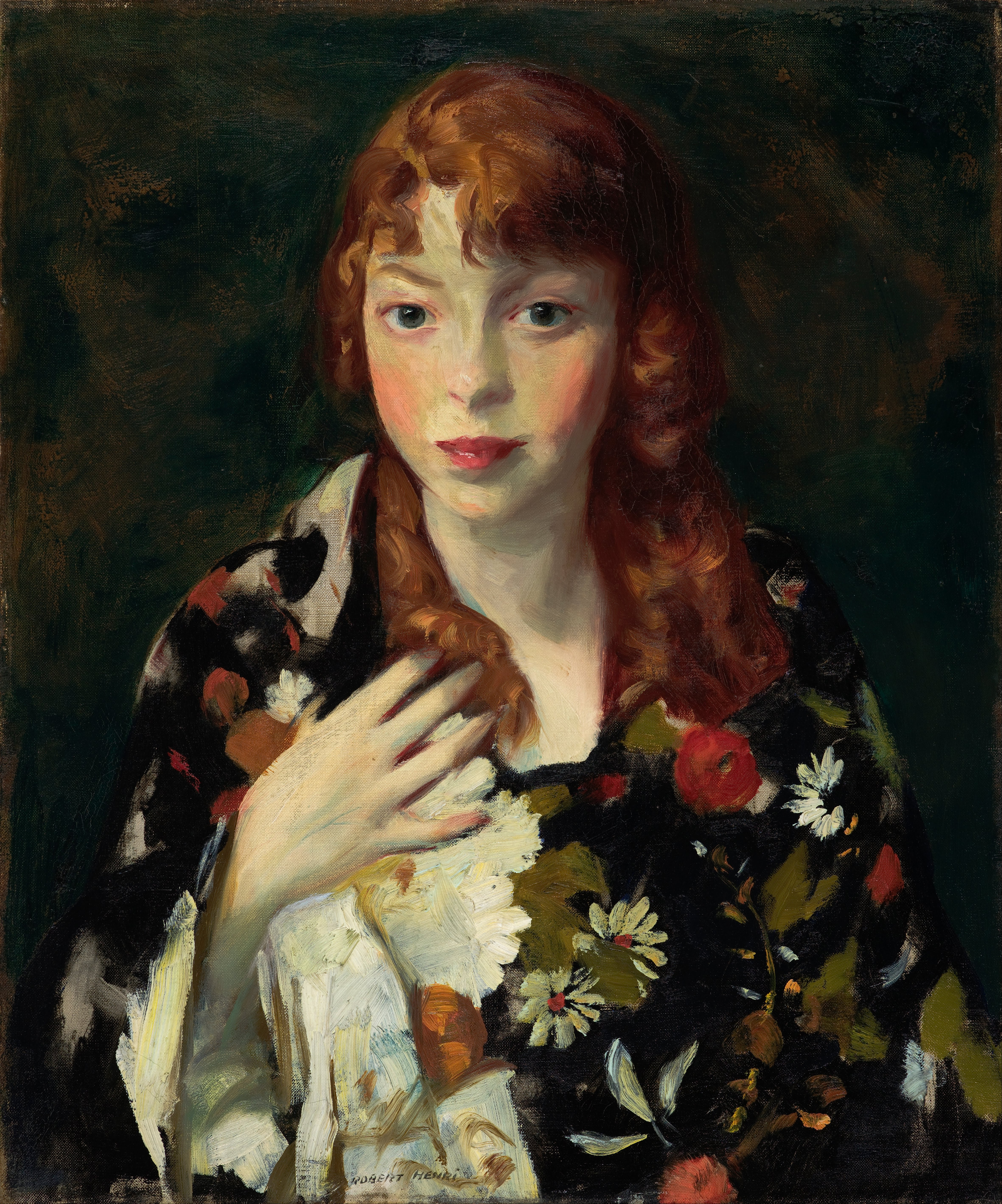
Edna Smith in a Japanese Wrap, ca. 1915, Indianapolis Museum of Art
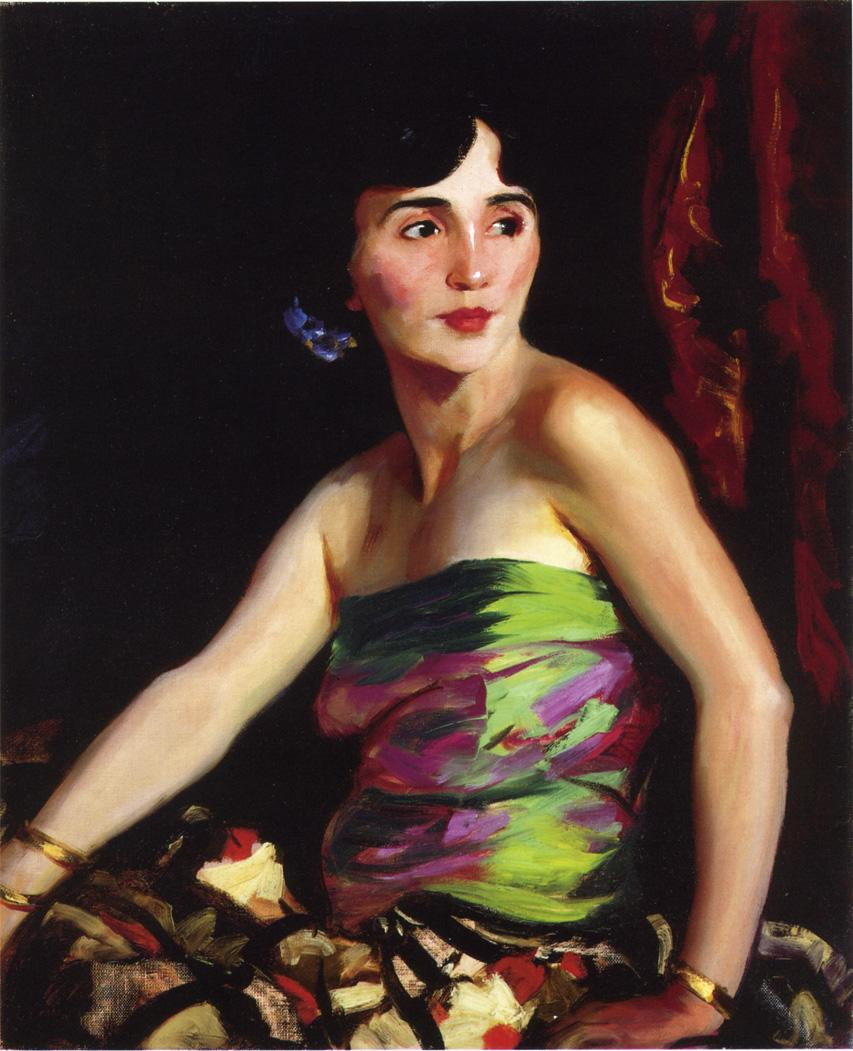
Isolina Maldonado, Spanish Dancer, 1921, Allentown Art Museum

## Nederlandse werken

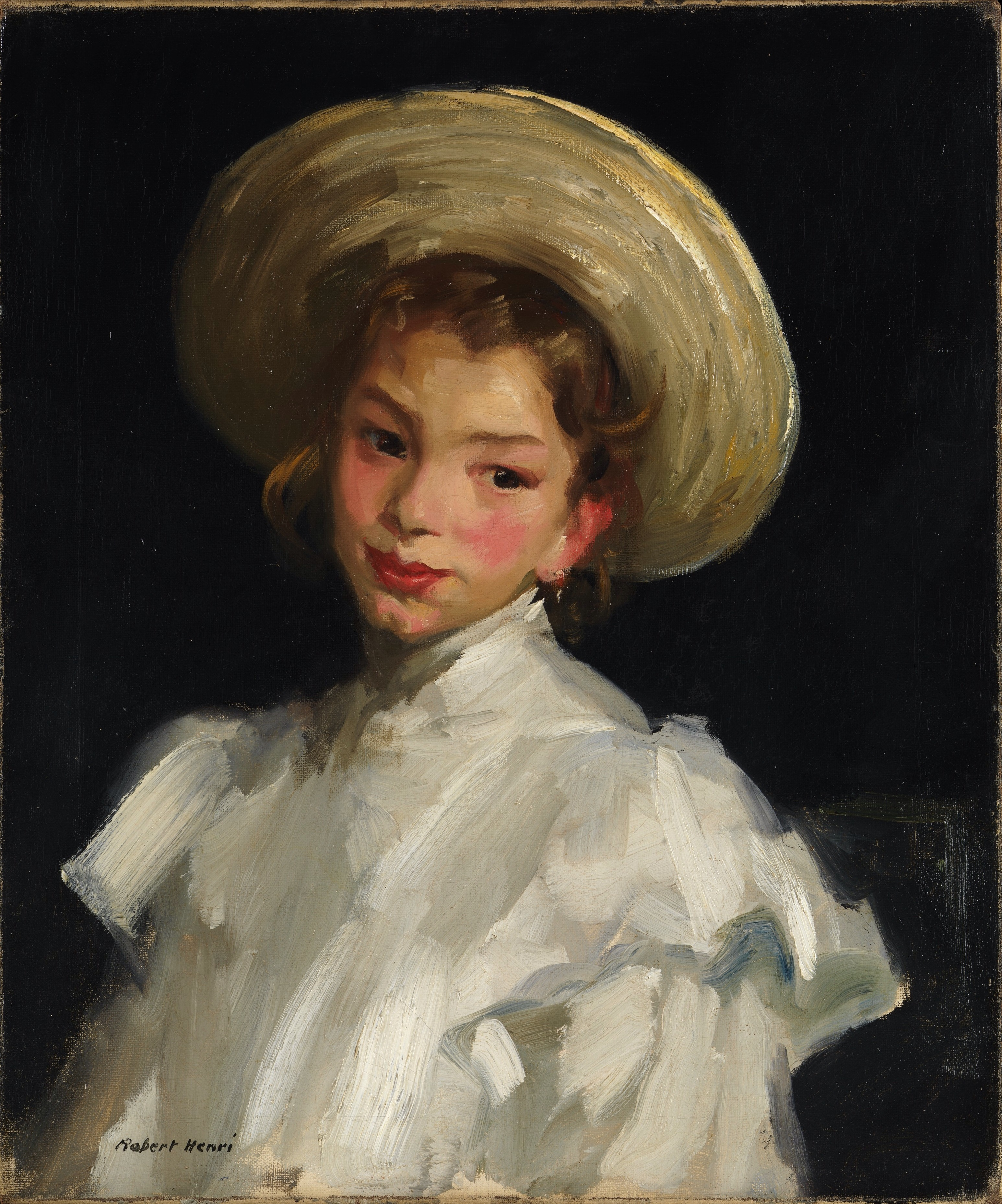
Dutch Girl in White, 1907
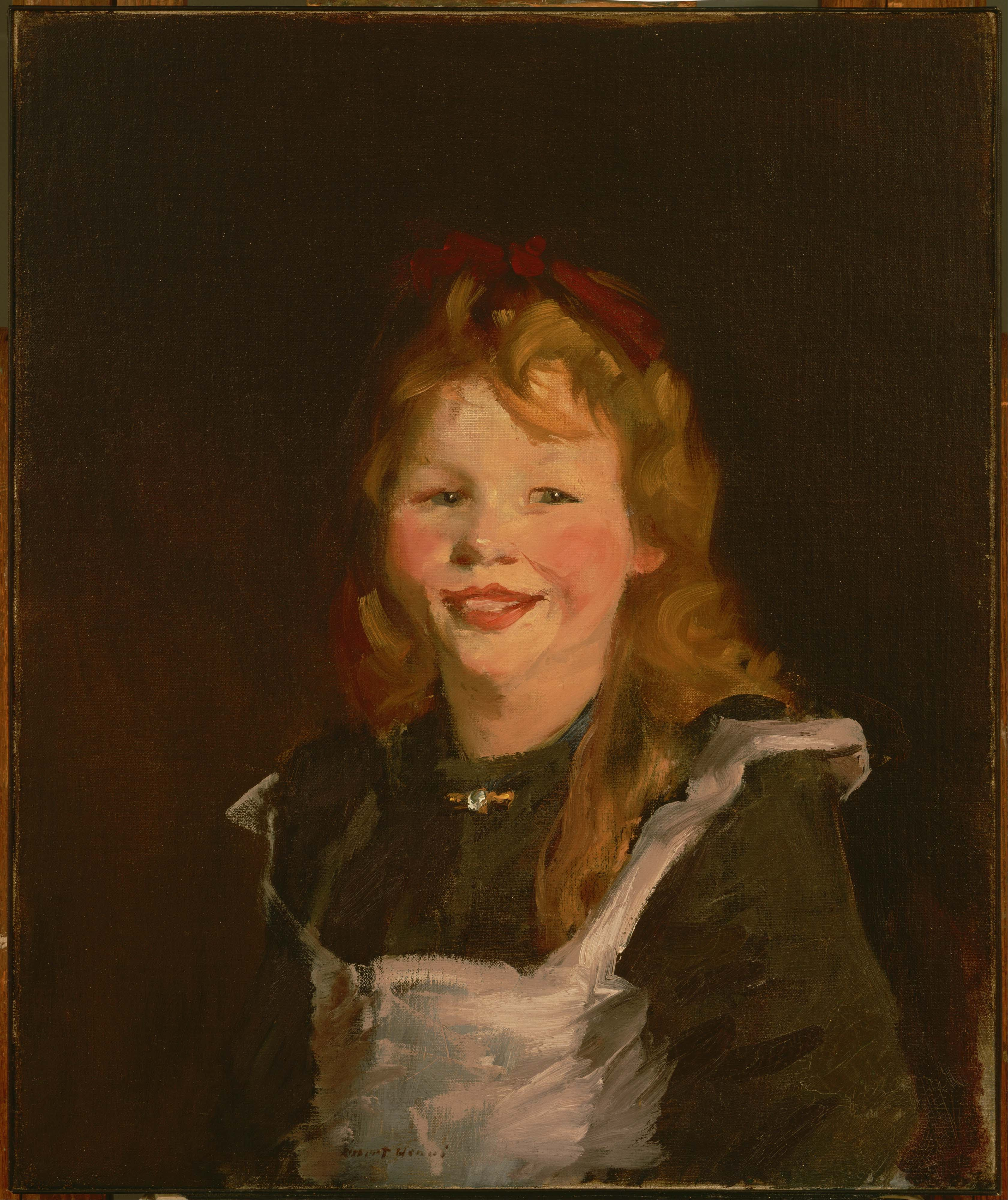
Dutch girl, 1910, The Phillips Collection, Washington
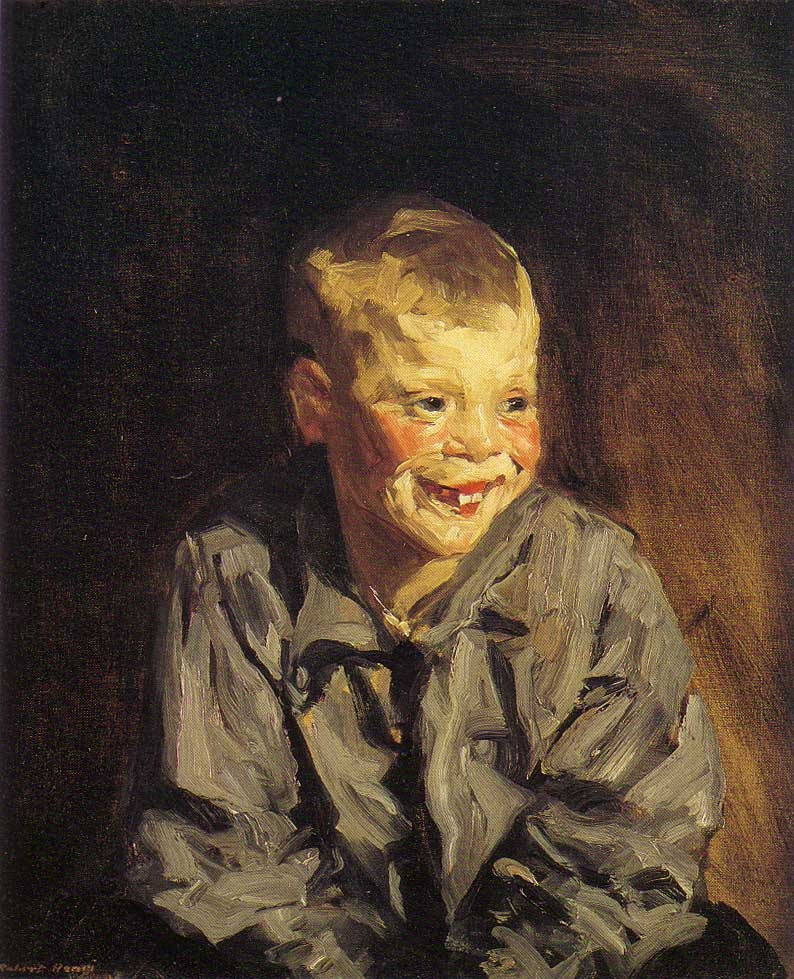
Dutch Joe (Jopie van Slouten), 1907
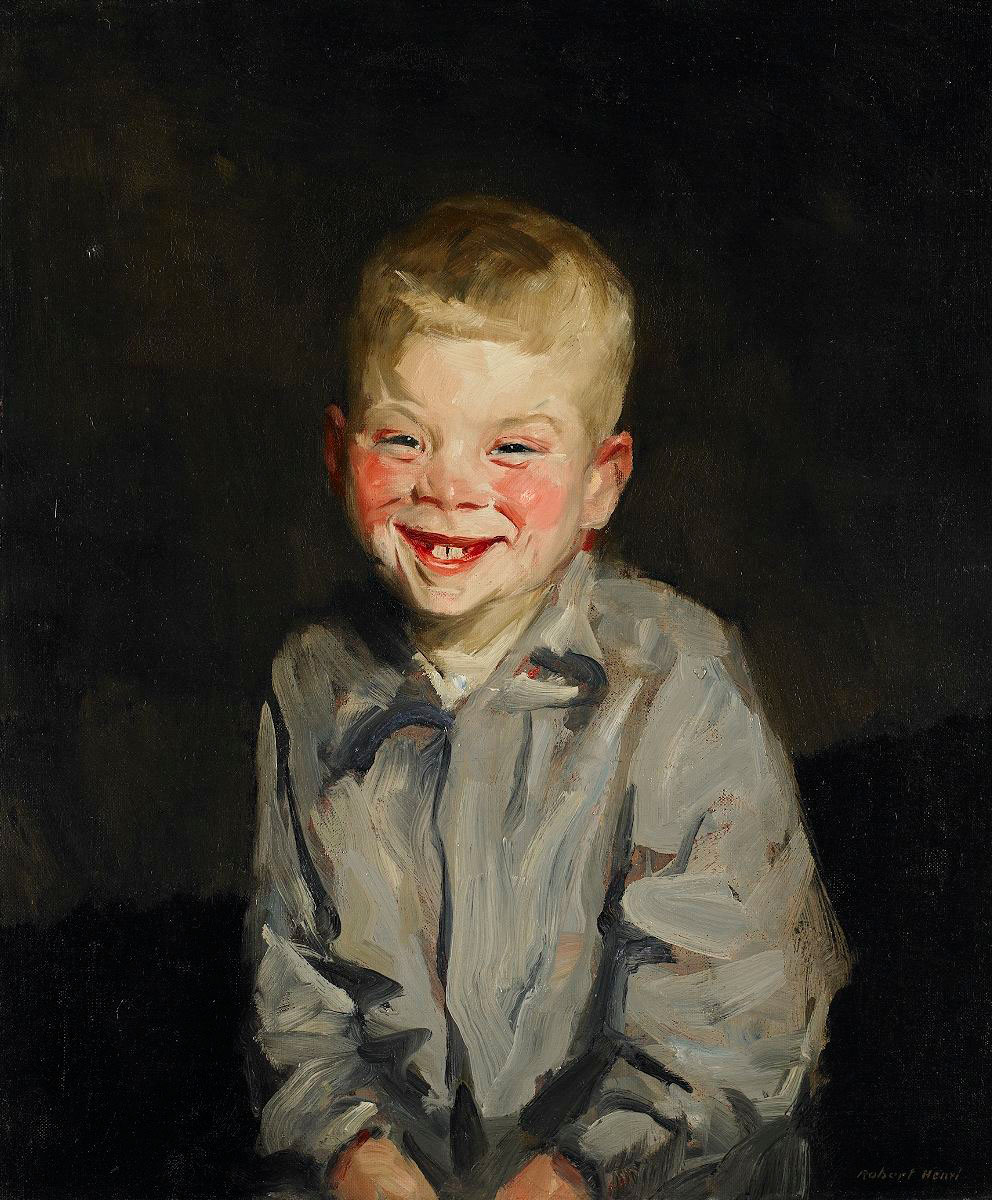
Dutch boy (Jopie van Slouten), 1907, Birmingham Museum of Art
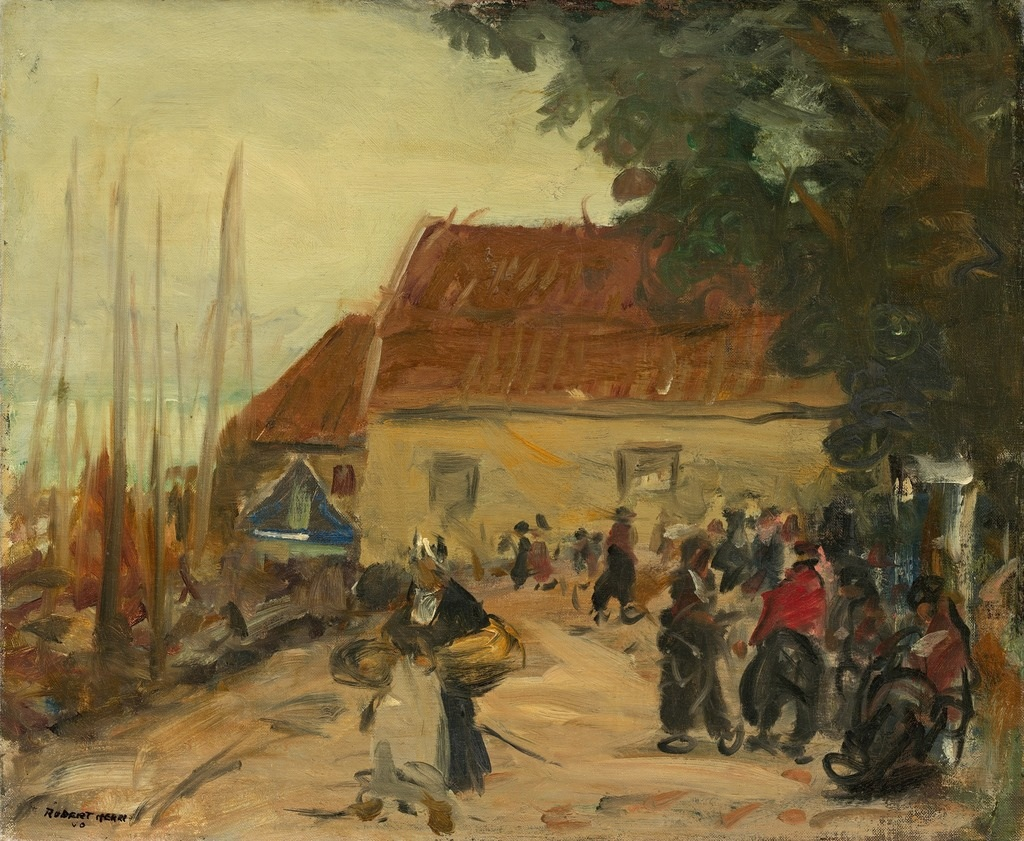
Street scene Volendam, 1910
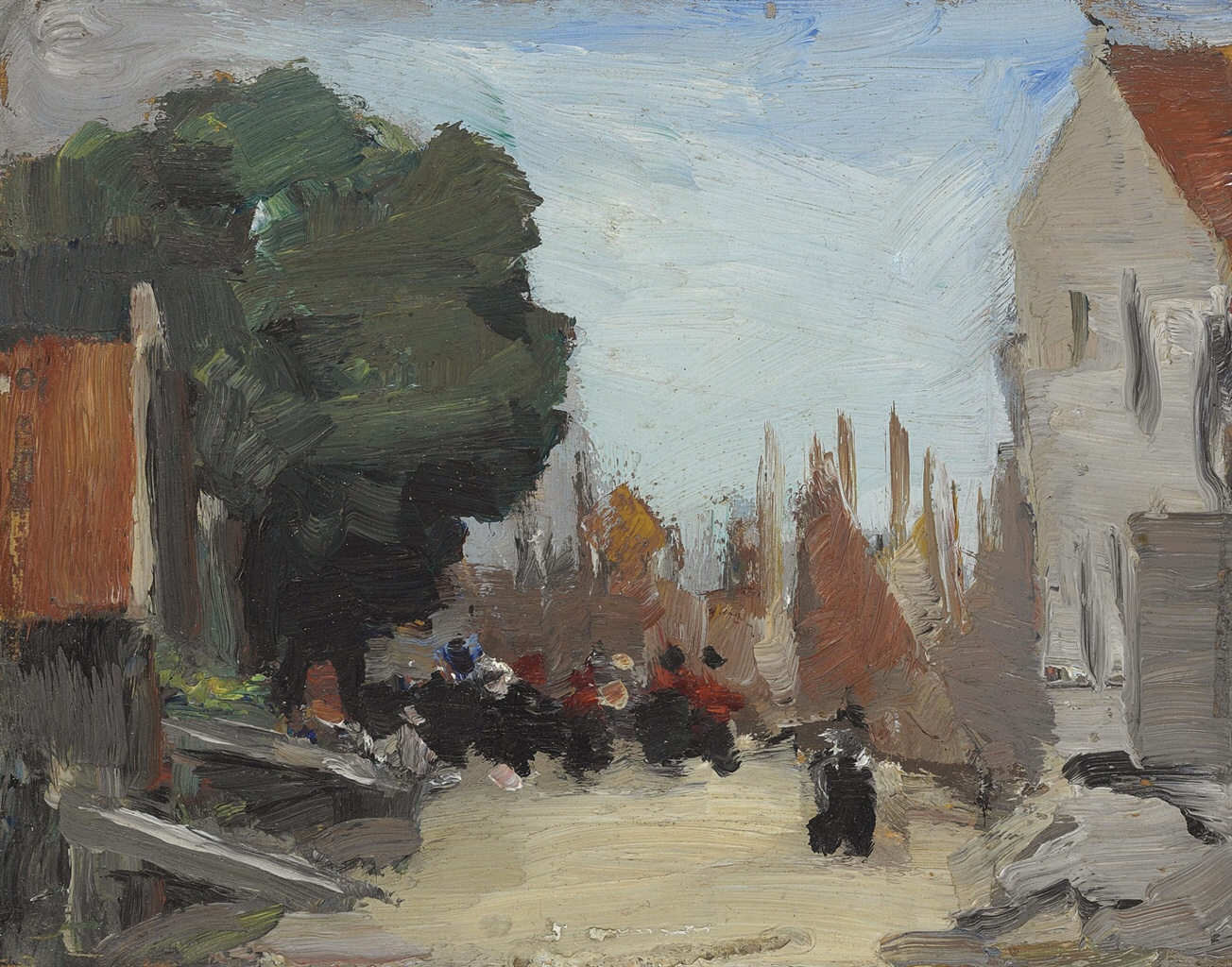
Volendam, 1910